# Guébriand (rivière)
Le Guébriand est un petit cours d'eau de France dans le département des Côtes-d'Armor, en région Bretagne, confluant en rive gauche du fleuve côtier l'Arguenon.

## Géographie
Le Guébriand est un affluent estuarien de l'Arguenon. La longueur de son cours est de 19,77 km.
Il naît sur la commune de Plédéliac dans la forêt de la Hunaudaye et conflue en rive gauche entre les communes de Saint-Lormel et Saint-Cast-le-Guildo à l'entrée de la baie de l'Arguenon en face de la commune de Créhen.
Il se dirige vers le nord-est de sa source jusqu'à sa confluence avec l'Arguenon.
Une retenue d’eau est aménagée sur son cours, l'étang du Guébriand d'un superficie de 11 ha.

### Communes traversés
Dans le seul département des Côtes-d'Armor, le Guébriand traverse ou longe les six communes suivantes (de l'amont vers l'aval) :
Plédéliac (source), Landébia, Pluduno, Saint-Pôtan, Saint-Lormel, Saint-Cast-le-Guildo.